# Eupithecia curvifascia
Eupithecia curvifascia là một loài bướm đêm trong họ Geometridae.